# گاس فورگ
گاس فورگ (انگلیسی: Gus Voerg; ۷ ژوئن ۱۸۷۰ – ۲۱ آوریل ۱۹۴۴) قایقران روئینگ اهل ایالات متحده آمریکا بود.